# 电子哨兵 (疫情防控)
「电子哨兵」（也被称为「数字哨兵」，「驗證二維碼掃瞄器」，「SafeEntry」等）是一些场所入口核验人员的健康状态的一种电子设备。在中国内地，香港，新加坡等地的部分场所在2019冠状病毒疫情期间使用电子哨兵进行疫情防控工作。

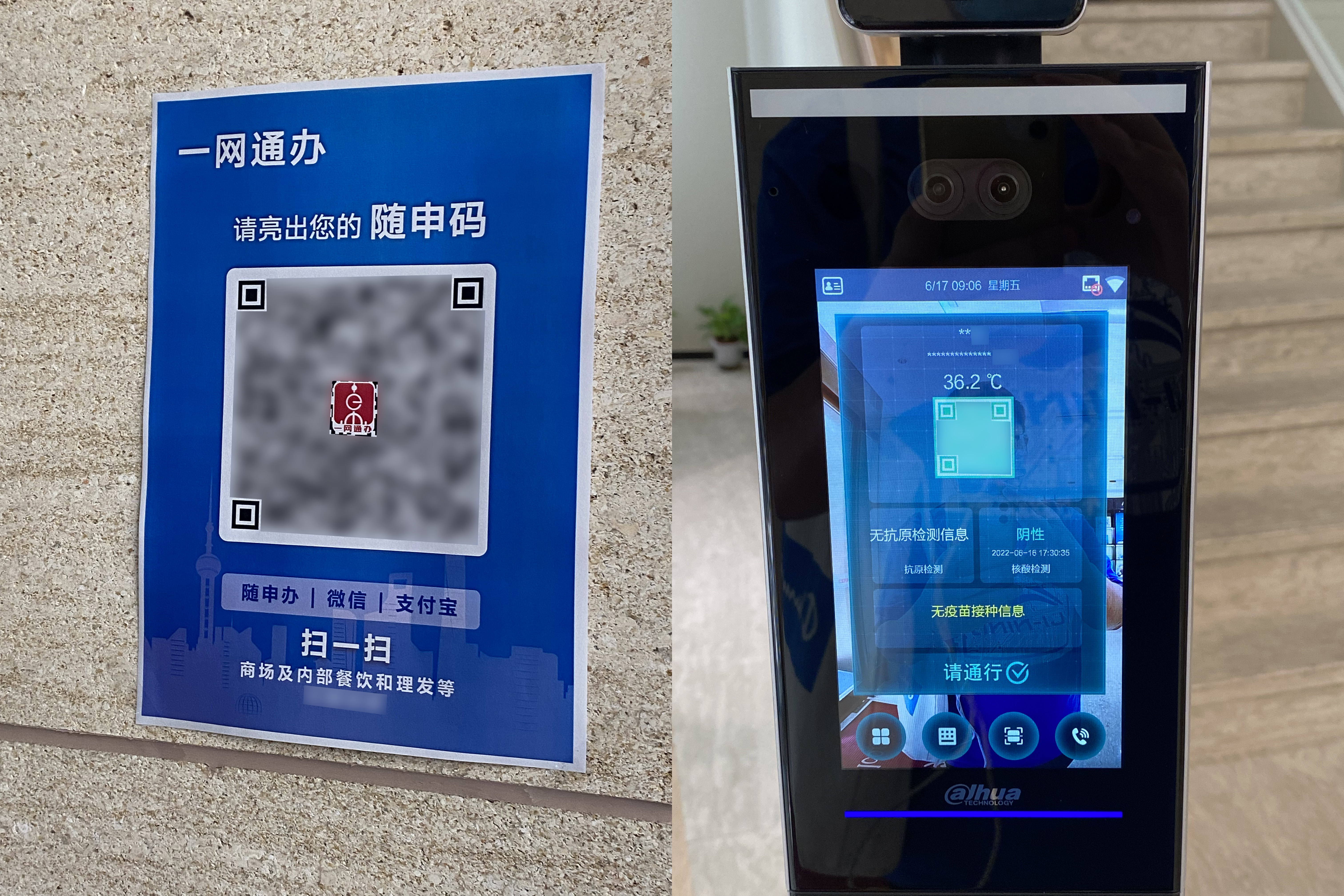
上海在各公共场所部署的场所码（左）与电子哨兵（右）

## 设备
电子哨兵可以以独立设备的形态存在，也可以通过在智能手机上安装程序实现。以独立设备形态存在的电子哨兵一般包括屏幕，人脸识别摄像头，健康码读取摄像头，身份证读卡器，门禁控制线等组件。

## 应用

### 中国内地
在中国内地，电子哨兵一般被布设在医院，办公楼，商场，小区等需要查验健康码的场所入口及公共交通工具中。中国内地使用的电子哨兵一般能通过扫描使用者的健康码或读取使用者的身份证识别个人身份，并通过读取使用者的健康码信息及核酸检测时效信息。当相关信息符合属地政府对进入公共场所的疫情防控要求时，电子哨兵会于屏幕中或通过语音提示。部分连接了闸机的电子哨兵也会以此为依据决定是否向闸机发送开闸信号。

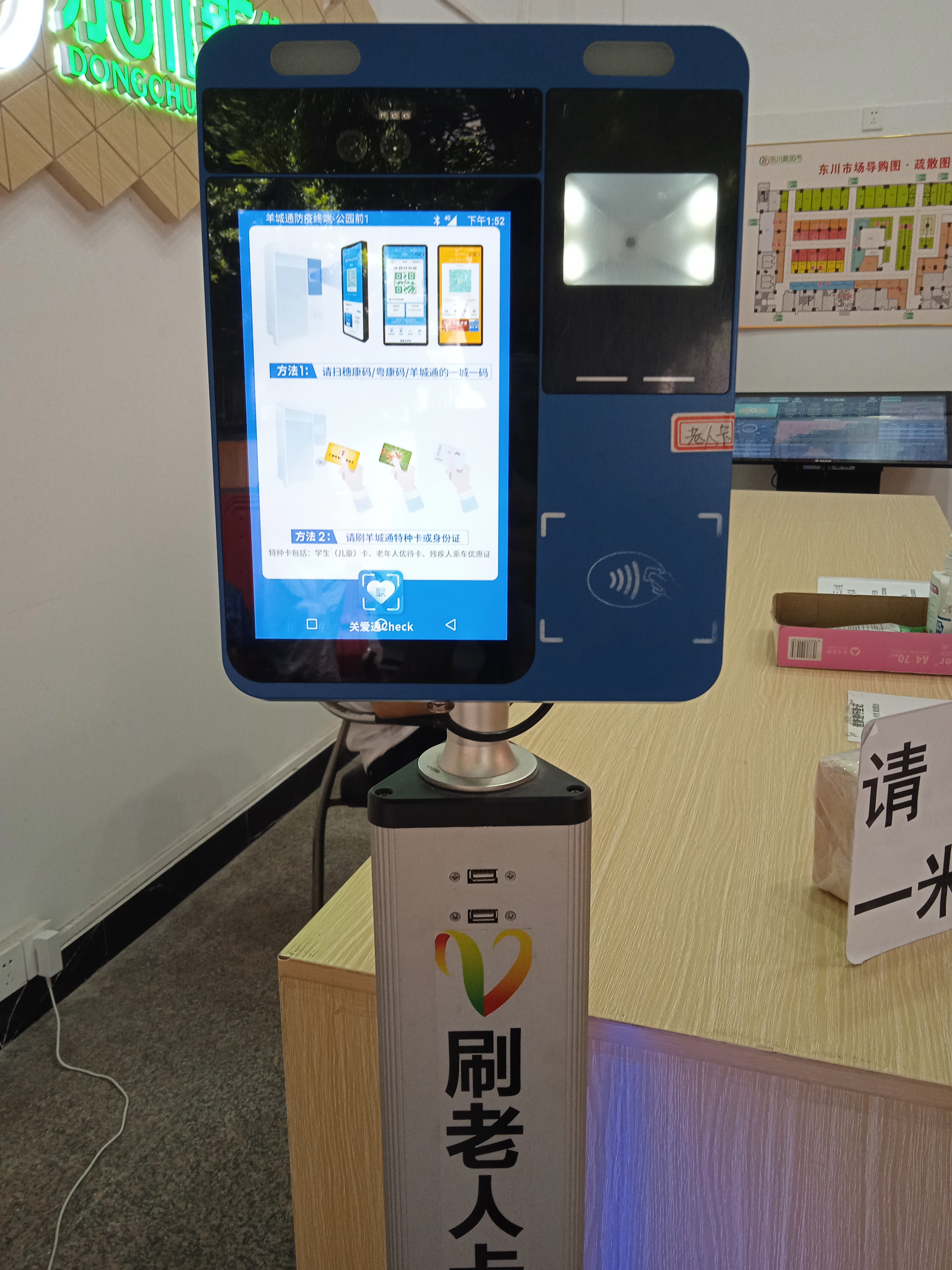
广州防疫电子哨兵系统（摄于越秀区东川新街市东川路总店）

### 香港
在香港，电子哨兵一般代指「驗證二維碼掃瞄器」应用程序，其被用于在需要主動查核「安行出行」程序的场所核查进入者的疫苗通行证状态。

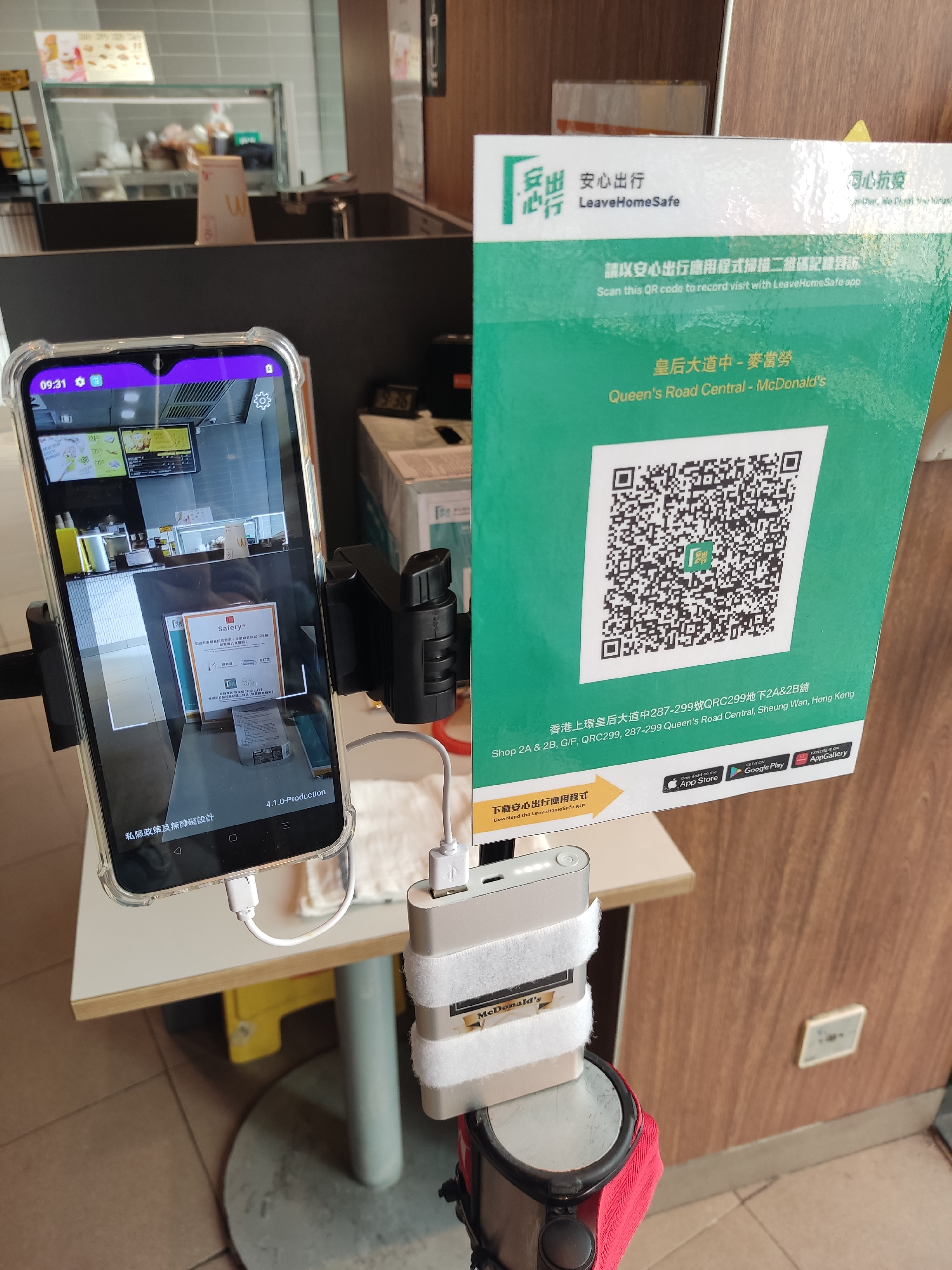
香港上环一处麦当劳门口安装「驗證二維碼掃瞄器」的智能手机和安心出行二维码

### 新加坡
在新加坡，电子哨兵一般代指「SafeEntry」，其为新加坡政府开发的一套用于纪录民众到访场所的工具。在使用时，进入场所的民众需要将安装「Tracetogether」应用程序的手机或Tracetogether token贴近闸机处的蓝牙信标，在完成核验后，电子哨兵将向闸机发送开闸信号。

## 参考资料

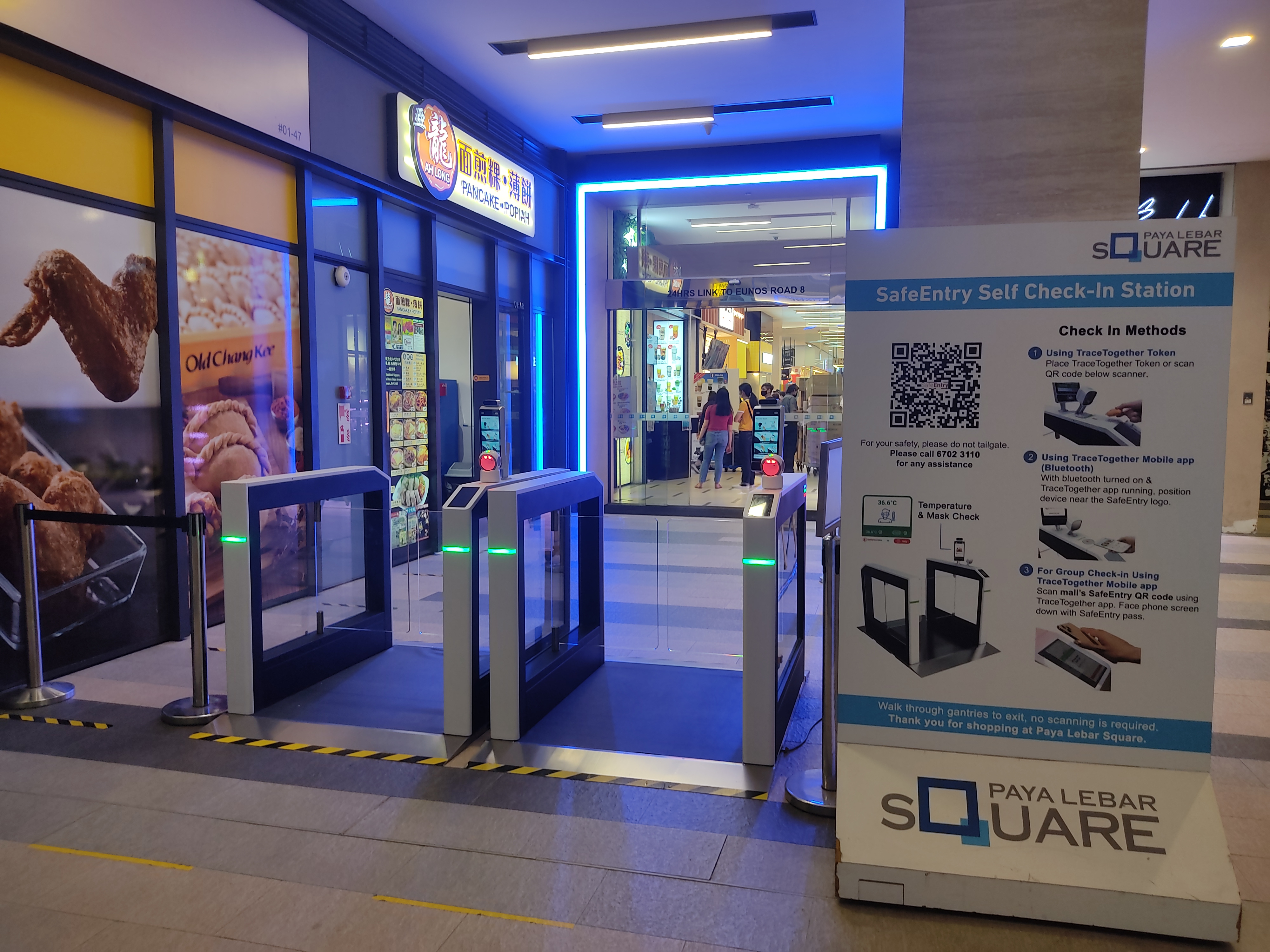
新加坡一处需要使用SafeEntry闸机的场所